# Аетия
Аетия, още Цуряка или Цурляка (на гръцки: Αετιά, до 1927 година: Τσούργιακας, Цурякас), е село в Република Гърция, в дем Гревена, област Западна Македония.

## География
Селото е разположено на около 25 km западно от град Гревена, на 1100 m в източните части на планината Смолика, част от веригата Пинд.

## История
В местността Кастри са открити останки от крепост.

### В Османската империя
Селото е споменато като Цурякас във ферман от 1717 година на тимариота спахия Мехмед бей, с който се определят границите със съседните владения. В XVIII век под албански натиск по-голямата част от жителите на селото, заедно с жителите на Москополе, Фурка, Зерма и Пирсояни се изселват в планината Синяк и основават село Пипилища. Други се заселват в Каракамен, в селата Църковяни и Ксироливадо.
В ХІХ век Цуряка е малко гръцко село в западната част на Гребенската каза. В 1806 година Франсоа Пуквил споменава селото като Chercagna.
На Етнографската карта на Битолския вилает на Картографския институт в София от 1901 година Чуряка е чисто гръцко село в Гревенската каза на Серфидженския санджак с 6 къщи.
Според статистика на Серфидженския санджак на гръцкото консулство в Еласона от 1904 година в Цурякас (Τσούργιακας), Гревенска каза, живеят 27 гърци елинофони християни.
Централната селска църква „Свети Николай“ е издигната в 1863 и обновена в 1880 година. Външната църква „Света Богородица“ е от 1809 година.

### В Гърция
През Балканската война в 1912 година в селото влизат гръцки части и след Междусъюзническата в 1913 година Цуряка остава в Гърция.
През 1927 година името на селото е сменено на Аетия от αετός, орел, тъй като Τσιούρλιακα има българска етимология от орел.
До Аетия е един от най-известните ханове в областта – хан Лола.
| Година    | 1913 | 1920 | 1928 | 1940 | 1951 | 1961 | 1971 | 1981 | 1991 | 2001 | 2011 | 2021 |
| --------- | ---- | ---- | ---- | ---- | ---- | ---- | ---- | ---- | ---- | ---- | ---- | ---- |
| Население | 86   | 21   | 40   | 109  | 8    |      | 0    | 32   | 49   | 48   | 34   | 6    |

## Личности
Родени в Аетия
- Апостолос Киримис (1795 - след 1835), гръцки революционер

- Аетийският пролом
- Аетийският водопад
- Хълмът Цурякас